# 스타디오 렌초 바르베라
스타디오 렌초 바르베라(Stadio Renzo Barbera)는 이탈리아 팔레르모에 위치한 축구 경기장이다. 수용 인원은 36,349명이며 US 팔레르모의 홈 경기장으로 사용되고 있다.
1932년 개장 당시부터 사용된 이름은 스타디오 리토리오(Stadio Littorio)였는데 이는 당시의 파시즘에 경의를 표하기 위한 이름이었다. 1936년에는 스페인 내전에서 전사한 군인의 이름을 따서 스타디오 미켈레 마로네(Stadio Michele Marrone)로 변경했다.
제2차 세계 대전 이후에 경기장 이름을 양시칠리아 왕국의 왕인 페르디난도의 이름을 딴 스타디오 라 파보리타(Stadio La Favorita)로 변경했으며 현재의 경기장 이름은 2002년 US 팔레르모의 옛 회장이었던 렌초 바르베라(Renzo Barbera)를 기념하기 위해 붙여진 이름이다. 1990년 FIFA 월드컵을 개최했던 경기장 중 하나이기도 하다.